# Rapala saha
Rapala saha är en fjärilsart som beskrevs av Hans Fruhstorfer 1912. Rapala saha ingår i släktet Rapala och familjen juvelvingar. Inga underarter finns listade.